# Август Зигфрид фон Шьонбург-Пениг
Август Зигфрид фон Шьонбург-Пениг (на немски: August Siegfried Graf von Schönburg-Penig; * 24 ноември 1678; † 5 април 1763) е граф на Шьонбург-Пениг.

## Живот
Той е четвъртият син (осмо дете от от 13 деца) на граф Волф Хайнрих II фон Шьонбург-Пениг (1648 – 1704) и съпругата му Юлиана Катарина фон Шьонбург-Фордерглаухау (1643 – 1722), дъщеря на фрайхер Йохан Каспар фон Шьонбург-Фордерглаухау (1594 – 1644) и втората му съпруга София Мария Ройс-Бургк (1614 – 1690).
Пениг е от 1543 г. в ръцете на род Шьонбург.
- Пениг, ок. 1650
- Старият ренесансов дворец Пениг (2018)

## Фамилия
Първи брак: на 2 август 1698 г. с Максимилиана Елеонора София фон Шьонбург-Валденбург (* 15 март 1676, Векселбург; † 19 октомври 1746, Глаухау), вдовица на граф Йохан Вилхелм Ховора фон Ронов († 1701, убит в Рига), дъщеря на чичо му имперски граф Самуел Хайнрих фон Шьонбург-Валденбург-Векселбург (1642 – 1706) и графиня Елизабет Магдалена София фон Шьонбург-Фордерглаухау (1642 – 1716), сестра на майка му, дъщеря на фрайхер Йохан Каспар фон Шьонбург-Фордерглаухау (1594 – 1644) и София Мария Ройс-Бургк (1614 – 1690). Те имат една дъщеря, която умира малко след раждането:
- Августа Албертина Вилхелмина (* 31 март 1707; † 3 април 1707)

Втори брак: на 14 ноември 1704 г. с Елизабет София Елеонора фон Льовенкрон (* 14 септември 1714; † 1 септември 1761). Бракът е бездетен.